# پارک ملی سرخه‌حصار
سرخه‌حصار یکی از پارک‌های ملّی ایران است که در شرق تهران قرارگرفته و مساحت آن در حدود ۹۱۶۸ هکتار می‌باشد که به جز بخش شمال شرقی آن تمام این ناحیه تحت کنترل و حفاظت سازمان محیط زیست قرار دارد.

## تاریخچه
سرخه حصار یکی از قدیمی‌ترین شکارگاه‌های ایران محسوب شده به همین خاطر در گذشته از اهمیت خاصی برخوردار بود. از روزگار آقامحمدخان قاجار منطقه جاجرود به عنوان قرق انتخاب شد و در روزگار فتحعلی‌شاه قاجار همه منطقه جاجرود خجیر و سرخه حصار به صورت قرق درآمد. در ۱۳۱۰ شمسی حدفاصل اراضی و کوه‌های جاجرود و ورجین به نام تلوو هزار دره به این مناطق افزوده شد. این پارک در سال ۱۳۵۹ به گفته وزیر وقت هوشنگ ضیایی به عنوان پارک ملی به ثبت رسید و طی مصوبه شماره ۹۱ مورخ ۱۳۶۱٫۶٫۲۶ شورایعالی حفاظت محیط زیست با عنوان پارک ملی تحت مدیریت سازمان حفاظت محیط زیست قرار گرفته است. بر مبنای تبصره ۴ ماده ۳۱ اصلاحی قانون جنگل‌ها کلیه مراتع و اراضی ملی و مناطق حفاظت شده در اختیار سازمان محیط زیست قرار دارد و قابل واگذاری به غیر نیستند.
در سال ۱۳۶۵ بخشی از سرخه حصار به تعاونی مسکن جهاد کشاورزی جهت ساخت منازل ویلایی فروخته شد که پس از سندهای تفکیکی سازمان محیط زیست معارض و تاکنون مشکل پروانه ساخت پس از سی سال حق مالکیت مخدوش شده است وبا مصوبات بعدی سرخه حصار از منطقه حفاظت شده خارج شده است و چندین روستا به نام ترکمنده و هاجرآباد در شرق تهران درحال ساخت وساز هستند

## آب و هوا
آب و هوای این منطقه نیمه خشک است و اختلاف درجه حرارت روز و شب در آن بالا است. متوسط حداکثر درجه حرارت سالانه آن ۹/۱۸ درجه سانتی‌گراد است. این منطقه از وجود رودخانه جاجرود بهره می‌برد که پس از سد لتیان، در حاشیه منطقه جریان پیدا می‌کند و در شهرک پارچین از منطقه خارج می‌شود. پارک ملی سرخه حصار همچو پارک ملی خجیر دارای اکوسیستمی یکسان می‌باشد.
این پارک در منطقه‌ای کوهستانی است و از دشت‌ها، تپه‌ماهورها و ارتفاعات بلند که ارتفاع آن از ۱۲۲۰ متر تا۱۶۰۰ متر متغیر است، به وجود آمده است.

## موقعیت جغرافیائی
پارک ملی سرخه حصاربا مختصات به مرکزیت "۳۱'۴۱°۳۵ N و "۱۷'۳۳°۵۱ E در شرق شهر تهران واقع گردیده است. راه‌های ارتباطی این ناحیه عبارتند از: جاده خجیر که از دو راهی زرشکی منشعب می‌شود و تا خجیر ۱۴ کیلومتر است. راه دیگر جاده قصر فیروزه است.

## پوشش گیاهی
به دلیل وسعت و تفاوت در ارتفاع در قسمت‌های مختلف پارک می‌توان گونه‌های متفاوتی از گیاهان را در این پارک مشاهده کرد.
- پوشش گیاهی منطقه گرمسیری شامل گز، تاغ، گون، خارشتر و اسپند
- پوشش گیاهی استپی کوهپایه شامل درمنه و گونه‌های بالشتکی مانند کلاه حسن، گون، چوبک و گیاهان دارویی مانند آویشن، قدومه، بومادران، کاکوتی و پونه کوهی.
- درختان و درختچه: زالزالک، گوجه وحشی، سرو کوهی

## حیات وحش جانوری
حیواناتی همچون: کل، بز، قوچ و میش البرز مرکزی، آهو، گراز، پلنگ، کفتار، روباه قرمز، شغال، گربه وحشی، گورکن، تشی، خرگوش و سنجاب در آن زیست دارند.
پرندگان موجود در سرخه حصار نیز شامل: حواصیل خاکستری، حواصیل شب، بوتیمار، قار بزرگ، سرسبز، اردک ارده‌ای، خوتکا، اردک نوک پهن، فیلوش، عقاب ماهیگیر، کورکور، قرقی، طرلان، عقاب طلایی، عقاب شاهی، سارگپه، کرکس، دال سیاه، دلیجه، بالابان، بحری، شاهین، آبچلیک و آبیا است.
خزندگان و دوزیستان: مار کرمی، کور مار دوسر، مارآتشی، مارپلنگی، ماردستی، مار آبی، مارشتری، شترمار، یله مار، تیرمار، سوسن مار، افعی شاخدار ایرانی، افعی کوفی، قورباغه معمولی، وزغ سبز، لاک‌پشت ممیزدارغرب نیز از موجودات پارک سرخه حصار هستند.

## عوامل تهدیدکننده منطقه
از مهم‌ترین عوامل تهدیدکننده می‌توان به تعارضات و تصرفات اراضی به وسیله نیروهای نظامی، بهره‌برداری از معادن بالادست، وجود کانون متمرکز انسانی، تغییر کاربری اراضی به منظور شهرسازی، بهره‌برداری از گونه‌های غیربومی در ایجاد توسعه فضای سبز پارک نام برد. از دیگر عوامل پارک ایجاد ساختار گردشگری توسط شهرداری تهران جهت سهولت دسترسی شهروندان در تعطیلات رسمی و استفاده از امکانات پارک در دهه هشتاد است است. دیگر شاهد حیات وحش در پارک نیستیم و با قرار گرفتن اتوبان یاسینی و پایانه شرق تهران در منطقه، سرخه حصار تبدیل به یک نوار از درختان مقاوم به کم‌آبی و با تغییر محیط از معتدل به خشک می‌توان بزرگ‌ترین بوستان سرخه حصار در شرق تهران بیان کرد. با انتقال پایانه اتوبوسرانی در شرق پارک سرخه حصار و ساخت بزرگ‌ترین پایانه شرق تهران لزوم مدیریت شهری و زیست‌محیطی توسعه پایدار شرق تهران مورد توجه قرار گیرد.
در سال ۱۳۶۵ با مصوبه شورای انقلاب جهت شهرک سازی ویلایی ۲۴۰ هکتار به تعاونی جهاد کشاورزی با تفکیک سند به اعضا فروخته شد و هم‌اکنون حدود ۲۰۰ سازه ویلایی ساکن در منطقه سرخه حصار بدون امکانات شهری مستقر هستند.افسوسانه به تازگی خبرهایی از خشک وکردن آگاهانه و عمدی درختان از راه اب ندادن به انها و بریدن درختان و فروش آنها به گوش رسیده ک نگرانی های بسیاری را در میان دوستداران زیست بوم ایران برانگیخته است.

### قصر یاقوت
قصر یاقوت قصری دو طبقه با قدمتی بیش از ١٤٠ سال از ابنیه‌ای تاریخی در جنگل‌های سرخه حصار است. قصر سرخه حصار یا کاخ یاقوت یکی از مکان‌های خاص شرق تهران است که در زمان ناصرالدین شاه قاجار احداث گردید. این قصر در سی و نهمین سالگرد سلطنت او ساخته شد. کاخ یاقوت از دو بخش به نام‌های «کوشک بیرونی» و «حرمسرا» تشکیل شده که در مجموع شامل ۲۰۰ اتاق دارد. همچنین در گذشته این بنا دارای کاروانسرا، حمام و محله نظامی نیز بود که متأسفانه در حال حاضر چیزی از آنها باقی نمانده است. این قصر هم‌اکنون در محدوده بیمارستان لواسانی قرار دارد. این قصر در ۲ شهریور ۱۳۸۲ با شماره ثبت ۱۰۴۱۲ به عنوان یکی از آثار ملی ایران به ثبت رسید.
- پارک‌های ملی ایران
- پارک ملی